# Tom De Sutter
Pour les articles homonymes, voir De Sutter.
Tom De Sutter, né le 3 juillet 1985 à Gand, est un ancien footballeur international belge. Il jouait au poste d'attaquant.

## Carrière

### En club
Après des débuts à Balegem, puis Wetteren, Tom de Sutter est formé au Club de Bruges jusqu'à ses 19 ans. En manque de perspectives chez les Blauw en Zwart, il commence sa carrière en D3 à Torhout et se révèle immédiatement après une saison pleine. Il ne reste qu'une saison en D3, rejoignant l'autre équipe brugeoise, le Cercle, qui le lance en D1.
Lors de sa première rencontre en D1, il inscrit son tout premier but pro, réduisant le score lors de la défaite 2-1 subie à Mouscron. Il fait régulièrement partie de l'effectif des Vert et Noir, et signe un doublé lors d'une victoire à Gand (0-2). Le joueur confirme lors de la deuxième saison, plantant 15 buts jusqu'en février, et une rupture des ligaments croisés encourue lors d'un amical avec les espoirs belges qui met un terme à sa saison. De Sutter s'était notamment signalé en Coupe de Belgique, en inscrivant les 4 buts du Cercle en 20 minutes lors de la qualification à Malines (2-4).
Après deux saisons et demie au Cercle, De Sutter est très courtisé, mais c'est au Sporting d'Anderlecht qu'il signe en janvier 2009. L'histoire retiendra que sa première rencontre avec la vareuse mauve se solde par une défaite contre ... le Cercle de Bruges (1-2). Déjà auteur de 7 buts lors de sa demi-saison brugeoise, l'attaquant trouve encore 9 fois le chemin des filets lors de la deuxième partie de saison dans la capitale. La deuxième saison est plus difficile pour le joueur, qui doit se satisfaire d'un rôle de joker de luxe. De Sutter disparaît même de l'équipe au début de la saison 2010-11, alternant les non-sélections les matches sur le banc. La deuxième partie de saison est plus régulière, mais est essentiellement composée de montées au jeu anecdotiques. La saison 2011-12 s'inscrit dans la même lignée, avec trois titularisations et seulement deux petits buts au compteur en championnat. La dernière saison de De Sutter au Sporting est plus régulière, l'attaquant prenant part à 25 des 30 matches du championnat, et y inscrit 11 buts. Las de son statut de réserviste, l'attaquant quitte finalement Anderlecht en juillet 2013 pour retourner dans son club formateur, le FC Bruges. 
La première saison brugeoise est moyenne, avec 8 buts au compteur. Blessé, il manque la préparation et le début de saison 2014-15. Son retour en octobre 2014 est couronné de succès, avec un doublé à Gand (2-2), suivi d'un autre à Mouscron (1-4). Il poursuit la saison dans un rôle de titulaire et score 9 fois en championnat. Il participe aux quarts de finale de la Ligue Europa, après avoir joué un rôle prépondérant lors des 1/8e de finale contre Besiktas (2 buts). Son parcours au Club s'achève en août 2015, juste après l'élimination en barrages de C1 contre Manchester, avec un premier transfert à l'étranger chez les Turcs de Bursaspor. 
L'aventure turque est un échec pour l'attaquant, cantonné au banc d'une équipe qui ne tourne pas, sportivement comme financièrement. Il ne prend part qu'à 17 rencontres, pour deux buts, et ne joue qu'une seule rencontre sur le deuxième tour. Il trouve une porte de sortie à Lokeren, qui lui propose un contrat de trois ans. 
De Sutter participe régulièrement aux matches du Sporting Lokeren lors des deux premières saisons dans une équipe à la peine d'un point de vue sportif (11e puis 13e place). Il plante néanmoins 12 buts en deux saisons pour les Waeslandiens. Mais la troisième saison tourne court : Dans un premier temps écarté par l'entraîneur Peter Maes, l'attaquant rompt son contrat avec Lokeren début septembre.
Sans contrat pendant 4 mois, De Sutter s'entraîne avec le KV Ostende pour garder le rythme, et signe un contrat avec le club côtier le 9 janvier 2019. Son retour à la compétition est un succès, l'avant trouvant le chemin des filets lors de ses deux premières rencontres ostendaises.
Le 4 juillet 2019, Tom de Sutter quitte le football professionnel en signant un contrat de 2 saisons au Knokke FC, fraîchement relégué en D2 Amateur.
À la suite de la pandémie du coronavirus, tout le football est à l'arrêt, ce qui désigne le club côtier champion de la D2 amateur.
Tom de Sutter décide de mettre un terme à sa carrière le 2 avril 2020.

### En sélection
L'éclosion en D1 de Tom De Sutter lui vaut rapidement une sélection avec les Espoirs de la Belgique en octobre 2006. Il est sélectionné à 4 reprises dans le noyau espoir de Jean-François de Sart, qualifié pour les Jeux Olympiques de 2008 à Pekin. Malheureusement, une blessure aux croisés encourue lors d'un amical en Allemagne le prive de la compétition, où les Diablotins finissent à la 4e place. 
Mais l'Allemagne offre également à l'attaquant, alors actif au Cercle de Bruges, sa première sélection chez les Diables en août 2008. Il entame les éliminatoires pour la Coupe du Monde 2010 par un assist face à l'Estonie. Jamais titulaire chez les Diables, il honore la dernière de ses 14 sélections en novembre 2009. Il est encore appelé en 2011 par Georges Leekens pour un match de qualifications pour l'Euro 2012 contre l’Azerbaïdjan, mais sans monter au jeu.  

## Statistiques
| Saison        | Club                           | Pays     | Championnat        | Match | Buts |
| ------------- | ------------------------------ | -------- | ------------------ | ----- | ---- |
| 2005-2006     | KM Torhout                     | Belgique | Division 3         | 26    | 10   |
| 2006-2007     | Cercle Bruges KSV              | Belgique | Division 1         | 23    | 3    |
| 2007-2008     | Cercle Bruges KSV              | Belgique | Division 1         | 20    | 10   |
| 2008-Jan.2009 | Cercle Bruges KSV              | Belgique | Division 1         | 17    | 7    |
| Jan.2009-2009 | Royal Sporting Club Anderlecht | Belgique | Division 1         | 16    | 9    |
| 2009-2010     | Royal Sporting Club Anderlecht | Belgique | Division 1         | 29    | 8    |
| 2010-2011     | Royal Sporting Club Anderlecht | Belgique | Division 1         | 17    | 4    |
| 2011-2012     | Royal Sporting Club Anderlecht | Belgique | Division 1         | 23    | 3    |
| 2012-2013     | Royal Sporting Club Anderlecht | Belgique | Division 1         | 31    | 12   |
| 2013-2014     | Club Bruges                    | Belgique | Division 1         | 33    | 12   |
| 2014-2015     | Club Bruges                    | Belgique | Division 1         | 12    | 6    |
| 2015-2016     | Bursaspor                      | Turquie  | Division 1         | 17    | 2    |
| 2016-2018     | KSC Lokeren                    | Belgique | Division 1         | 65    | 12   |
| 2019          | KV Ostende                     | Belgique | Division 1         | 18    | 4    |
| 2019-2020     | Knokke FC                      | Belgique | Division 2 Amateur | 11    | 8    |

## Palmarès
- Champion de Belgique en 2010, 2012, 2013 et 2016
- Vainqueur de la Coupe de Belgique en 2015 avec le Club Bruges
- Vainqueur de la Supercoupe de Belgique en 2010 et 2012 avec le RSC Anderlecht
- Champion de D2 Amateur en 2020 avec le Knokke FC